# Charlotte Sode
Caroline Charlotte Sode (16. april 1859 Olsker - 5. december 1931 København) var dansk maler, underviser og skolebestyrer, kendt ikke kun for sine malerier, men også i særdeleshed for Tegneskolen for kvinder, som hun grundlagde sammen med Julie Meldahl i 1892.
Nogle af hendes kendte elever var malerne og billedkunstnere Gerda Wegener, Augusta Thejll Clemmensen, Julie Marstrand samt forfatteren Karen Blixen, der også havde begået sig et år i hendes skole i 1902.
Charlotte Sode var datter af gårdejer Thomas Kofoed Sode (1827-71) og Margrethe Kirstine Ipsen (født 1834).
Hun havde selv været uddannet på Tegne- og Kunstindustriskolen for Kvinder i 1878 og blev derefter ansat som tegne- og malelærer der helt frem til år 1923. Denne skole var i det 19. århundrede det eneste danske alternativ for kvinder, der gerne ville uddanne sig indenfor billedkunst, da Kunstakademiet ville ikke optage kvinder. I år 1888 fik Kunstakademiet endelig oprettet Kunstskolen for Kvinder. Charlotte benyttede sig straks af muligheden og videredeuddannede sig der i årene 1888-1890.
Charlotte Sode var en dygtig og populær underviser og hendes elever fra Tegne- og Kunstindustriskolen blev hædret med guldmedalje på verdensudstillingen i Paris i 1889 for tegninger af gipsafstøbninger.
Samtidig med hun underviste på Kunstindustriskolen, fortsatte hun sin dygtige undervisning og iver i sin egen skole sammen med Julie Meldahl. Deres skole sammen med skolen drevet af Emilie Mundt og Marie Luplau var de to mest benyttede kunstneriske forskoler til Kunstakademiets Kunstskole for Kvinder, og blev også samlingspunkt for danske kvindelige kunstnere.